# Neoclinus toshimaensis
Neoclinus toshimaensis är en fiskart som beskrevs av Fukao, 1980. Neoclinus toshimaensis ingår i släktet Neoclinus och familjen Chaenopsidae. Inga underarter finns listade i Catalogue of Life.